# Осада Хаэна (1225)
Осада Хаэна была одной из многих осад города во время долгой испанской Реконкисты. Осада, проведенная объединёнными союзными силами Королевства Кастилия и тайфы Баэса под командованием Фердинанда III, короля Кастилии, и Абдаллаха ибн Мухаммада аль-Байяси из Баэсы, против обороняющейся тайфы Хаэн (Джайяна) (جيان), чьи силы командовал известный христианский рыцарь Альваро Перес де Кастро. Битва привела к победе мавров из Хаэна, поскольку кастильские войска не захватили город. В результате осады районы вокруг города были полностью опустошены. Осада произошла как часть первой кампании Фердинанда III, которая происходила примерно с 1224 по 1230 год и была предпринята до осады Андухара в том же году.

## История
Взятие Хаэна было воспринято как фундаментальное, чтобы позволить Королевству Кастилии расшириться до Андалусской низменности. Трудностью в этом завоевании были известные Стены Хаэна, которые были построены халифатом Альмохадов. Они сыграли важную роль в отражении нападения на город Альфонсо VII, короля Леона и Кастилии, с 1151 по 1152 год и ещё одного нападения Альмохадов в 1162 году.
Принимая это во внимание, в 1224 году король Фердинанд III Кастильский напал на окружающие земли на территории современной провинции Хаэн, основав свою базу операций в Баэсе со своим союзником-мусульманином Абдаллахом ибн Мухаммадом аль-Байяси, эмиром тайфа Баэса. Эта первая кампания была, по сути, проверкой защиты Хаэна.

## Осада
Сильная кастильская армия сопровождала короля Кастилии Фердинанда III из Толедо. На пути к Хаэну к нему присоединился вассал Фердинанда III, правитель тайфы Баэса, Абдаллах ибн Мухаммад аль-Байяси и его войска. Армия Фердинанда III подошла к городу с намерением исследовать его оборону, чтобы выяснить, можно ли его захватить.
Во время осады во всех районах вокруг Хаэна были разбиты осаждающие кастильские лагеря, полностью окружившие город. Солдатам в этих лагерях было приказано провести кампанию на истощение окружающей сельской местности, которую они фактически разграбили со всеми её ресурсами, разрушив все постройки.
Основные действия этой осады произошли во время одного из таких набегов, которые спровоцировали обороняющиеся войска Хаэна на набеги на лагеря. В ответ кастильцы атаковали городские стены, но неудачно.
Осада была снята вскоре после того, как это было осознано, и вместо этого кастильская армия двинулась на Андухар, который они захватили позже в том же 1225 году.

## Последствия
Осада кастильскими войсками не смогла захватить город, поскольку у кастильской армии не было осадного оборудования, необходимого для длительной осады. Crónica de Ávila, современный источник, тем не менее, рассказывает об использовании требушетов в битве. Оборону Хаэна возглавляли 160 христианских рыцарей, которые поддерживали мусульманских защитников под командованием кастильского магната Альваро Переса де Кастро эль Кастельяно, главы дома Кастро и внука Альфонсо VII, короля Леона и Кастилии. Согласно христианским хроникам, город защищали 3000 рыцарей и 50 000 пехотинцев в дополнение к 160 христианским рыцарям под предводительством Кастро.